# Protestos e dissidência na China
Protestos e dissidência na China ocorrem, apesar das restrições à liberdade de associação e de expressão daquele país. Uma grande variedade de protestos e movimentos dissidentes proliferou na China, particularmente nas décadas desde o término Era Mao Tse-tung. Entre os mais notáveis, destacaram-se a revolta no Tibete em 1959 contra o regime do PCC (Partido Comunista da China), o protesto na Praça da Paz Celestial em 1989, que foram reprimidos com força militar brutal, e a manifestação de 25 de Abril de 1999 por 10 000 praticantes de Falun Gong em Zhongnanhai. 
Manifestantes e dissidentes na China tem uma extensa gama de queixas, incluindo corrupção, despejos forçados, salários não pagos, violações de direitos humanos, degradação ambiental, protestos étnicos, petições por liberdade religiosa e liberdades civis, protestos contra o governo de partido único e protestos nacionalistas contra outros países.
O número de protestos anuais cresceu constantemente desde o início dos anos 1990, passando de aproximadamente 8700 "incidentes de grupos de massa" em 1993  para mais de 87 000 em 2005. Em 2006, a Academia Chinesa de Ciências Sociais estimou o que número de incidentes anuais em massa excedeu 90 000, e o professor de sociologia chinês Sun Liping estimou 180 000 incidentes em 2010.  Tipicamente, incidentes em massa são definidos como "reuniões planejadas ou improvisadas que se formam devido a contradições internas" e podem incluir discursos ou demonstrações públicas, confrontos físicos, manifestações públicas de queixas e outros comportamentos de grupo que perturbam a estabilidade social.
Apesar do aumento de protestos, alguns estudiosos argumentam que estes podem não representar uma ameaça existencial ao regime do PCC porque carecem de "tecido conjuntivo"; a preponderância de protestos na China é dirigida a autoridades locais, e apenas um alguns poucos movimentos dissidentes buscam mudanças sistêmicas.

## Enquadramento jurídico
Segundo a constituição chinesa:
Entretanto, na prática, exercer tais direitos é rigorosamente proibido, geralmente sob os auspícios da manutenção da "estabilidade social". Ao garantir liberdades, a constituição também declara ser dever dos cidadãos chineses "lutar contra as forças e elementos [...] hostis ao sistema socialista chinês e que tentam miná-lo". Leis anti-subversão dúbias, como o artigo 105 do código penal, podem ser usadas para processar criminalmente indivíduos que desejem exercer os direitos de reunião, liberdade de expressão ou demonstração. Outros cidadãos envolvidos em várias formas de protesto podem enfrentar punições administrativas, como sentenças de condenações a trabalho forçado.

### Extradição de Hong Kong para a China continental
Os protestos em Hong Kong em 2019–2020 convenceram a líder de Hong Kong, Carrie Lam, a suspender um projeto de lei de extradição de suspeitos de crimes para a China continental. Os protestos nas ruas foram enormes, com o protesto de 16 de Junho consistindo em 5% (segundo a polícia) ou 30% (segundo os organizadores) da população total de Hong Kong. Os manifestantes contestaram o projeto de lei, alegando que o "sistema de justiça da RPC (República Popular da China) é marcado por tortura, confissões forçadas, detenções arbitrárias e julgamentos injustos".

## Táticas
Dissidentes e manifestantes chineses empregam inúmeras táticas diferentes para expressar insatisfação com as autoridades, incluindo o xinfang (petições oficiais) aos governos locais ou escritórios de apelações, ao movimento Weiquan de defesa dos direitos civis, manifestações na Praça da Paz Celestial, assinaturas de apoio a manifestos de dissidentes como Carta 08, boicotes, marchas e, às vezes, distúrbios violentos. 
A maioria dos protestos na China diz respeito a queixas locais, como a corrupção de funcionários do governo ou do Partido Comunista em nível municipal, exploração por empregadores, taxação abusiva e assim por diante. Os protestos que visam queixas locais específicas e onde os cidadãos propõem soluções viáveis têm maior probabilidade de sucesso do que formas alternativas de protestos.
À medida que a consciência de direitos da população chinesa cresce desde as décadas de 1980 e 1990, um número crescente de cidadãos adotou formas semi-institucionalizadas de protesto, conhecidas como "resistência legítima", nas quais utilizam o sistema judicial, canais de petições ou decretos e políticas do governo central para trazer queixas contra as autoridades locais. Tais protestos são ocasionalmente bem-sucedidos, mas geralmente são frustrados se as autoridades determinarem que não é do interesse do partido atender às demandas dos manifestantes.
O fracasso dos meios de protesto semi-institucionalizados pode eventualmente levar os cidadãos a adotarem formas de resistência mais abertas e públicas, como protestos, piquetes, greves de fome  coordenadas, ou marchas. Quando as petições às autoridades locais falham, muitos cidadãos levam suas queixas para a capital em Pequim, ocasionalmente realizando manifestações na Praça da Paz Celestial.

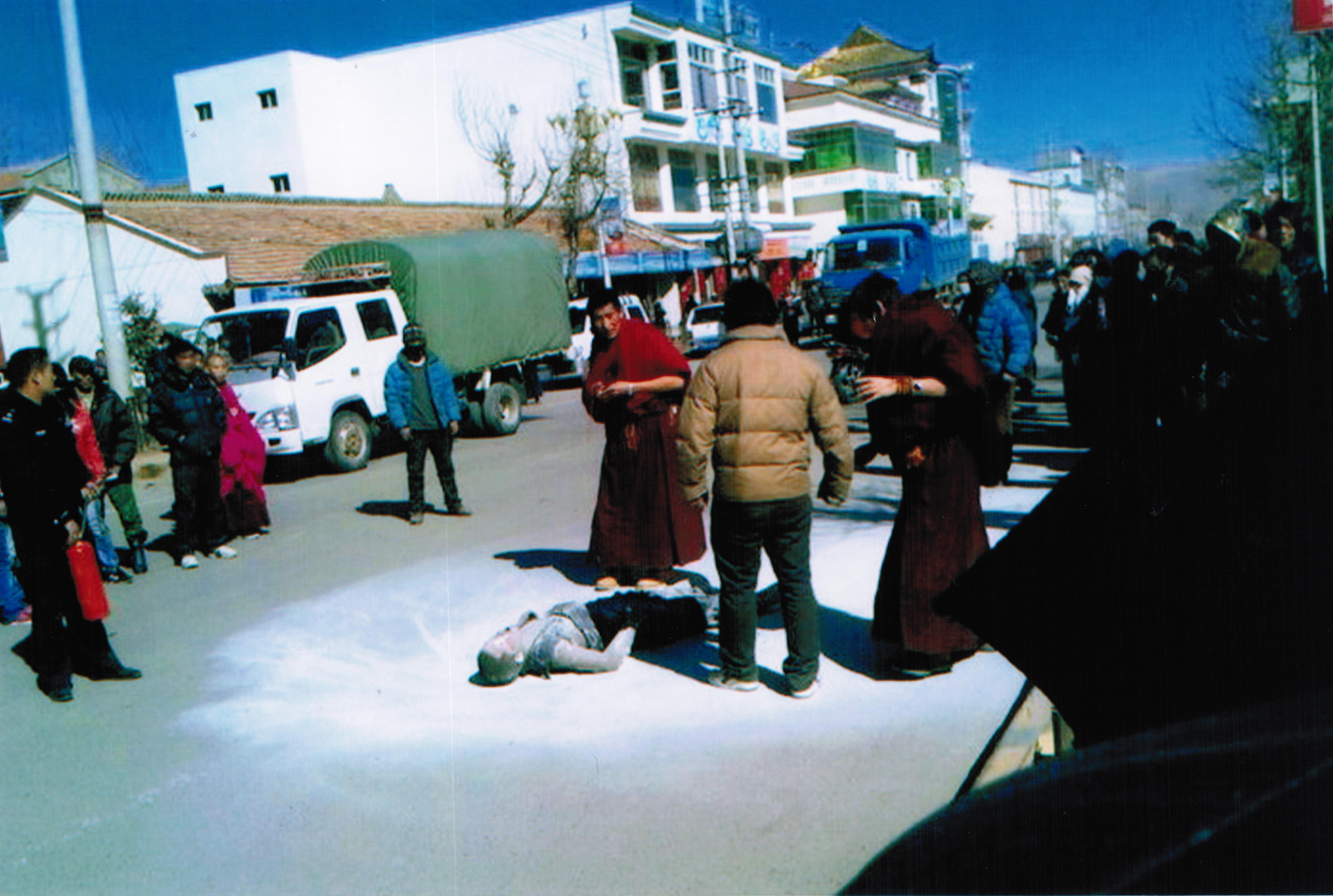
Autoimolação de Rigzin Phuntsog. O monge tibetano Rigzin Phuntsog autoimolou-se, ateando fogo em si mesmo, em 16 de Março de 2011, para protestar contra a ocupação chinesa em seu país.

Em casos isolados, cidadãos descontentes se voltam para tumultos, ataques a prédios do governo e alvos relacionados  ou mesmo autoimolação (suicídio-protesto). Em Dezembro de 2011, os moradores da vila de Wukan expulsaram as autoridades do Partido Comunista após protestos contra desapropriação de terras.
No caso de protestos pró-nacionalistas, os cidadãos se envolvem em boicotes contra mercadorias ou empresas estrangeiras  e, marchas oficialmente sancionadas que ocasionalmente atacam embaixadas estrangeiras com violência.
A tecnologia tornou-se uma parte cada vez mais importante no arsenal dos manifestantes e dissidentes chineses. Alguns protestos ocorrem quase inteiramente no âmbito do ciberativismo e engajamento online, assumindo a forma de cidadãos assinando petições online, emitindo declarações online rejeitando o Partido Comunista, assinando apoio a manifestos dissidentes como a Carta 08. Os vigilantes cibernéticos fazem uso da Internet para divulgar e envergonhar publicamente funcionários do governo e outros que são considerados corruptos, violam direitos humanos ou ofendem valores coletivos. As mensagens de texto SMS também foram usadas para organizar e coordenar protestos.

## Protestos rurais
Estima-se que 65% dos 180 000 "incidentes em massa" anuais na China resultam de queixas e reclamações sobre requisições de terras forçadas, pelas quais as autoridades governamentais - freqüentemente em conluio com investidores privados - tomam terras de vilarejos oferecendo pouca (ou nenhuma) compensação. Desde 2005, as pesquisas indicam um aumento constante no número de requisições de terras forçadas. Todos os anos, governos locais desapropriam terras de aproximadamente 4 milhões de cidadãos chineses em áreas rurais. Em 43% das pesquisas, moradores da China relatam serem vítimas de grilagem de terras. Na maioria dos casos, a terra é vendida para investidores privados a um custo médio de 40x mais alto por acre do que o governo pagou aos moradores.

## Protestos trabalhistas
Os protestos trabalhistas na indústria chinesa são comuns, pois os trabalhadores migrantes resistem aos baixos salários ou às más condições de trabalho. Existem sindicatos na China, mas eles supostamente consistem em quadros estatais.  Os sindicatos são supostamente uma extensão do Partido Comunista Chinês em empresas, fábricas e administração geral.
Em Março de 2010, os funcionários da fábrica chinesa da Honda entraram em greve, exigindo aumento salarial e um sindicato eleito. Um funcionário mencionou que a Honda estava disposta a se comprometer, mas o governo da província de Cantão havia se manifestado contra o aumento salarial, temendo que demandas semelhantes pudessem ser feitas em outras empresas. Segundo relatos da mídia, o número de greves de trabalhadores atingiu um nível recorde em 2015. A ONG China Labour Bulletin mencionou 2509 greves e protestos de trabalhadores e empregados na China. Diz-se que a principal razão para essas greves deve-se a muitas demissões e fechamentos de fábricas.
Em 2011, muitos trabalhadores migrantes não retornaram aos locais de trabalho na cidade de Cantão, no sul da China, após o feriado de ano-novo. Diz-se que a razão disso tenha sido a criação de mais oportunidades de emprego nas províncias até então mais pobres. Assim, muitos não precisavam mais ir para outras áreas para trabalhar e ganhar a vida. Diz-se que houve 30 a 40% menos trabalhadores migrantes, normalmente 10 a 15%, embora as autoridades da China tenham aumentado o salário mínimo. Como resultado, empresas estrangeiras mudaram suas instalações de produção para o sudeste da Ásia para províncias "mais baratas" ou mesmo no exterior. Os especialistas em China no banco de investimento Credit Suisse consideraram essa mudança um "ponto de virada histórico" tanto para a economia da China quanto para a mundial.

## Petições
Desde o período imperial, entre os principais meios para os cidadãos expressarem queixas e buscarem reparações junto às autoridades era através do xinfang (canais de petição). A República Popular da China preservou a instituição, estabelecendo escritórios de petições e recursos nas esferas local, provincial e nacional. Os departamentos de petição são responsáveis por receber apelos e reclamações dos cidadãos e ajudá-los a resolver suas queixas. Na maioria dos casos, os indivíduos iniciam o processo de petição no nível local e passam para o nível provincial ou nacional quando não conseguem encontrar reparação.

## Manifestações pró-democracia

### Muro da democracia
Em 1978, quando Deng Xiaoping seguiu um programa reformista baseado na teoria das "Quatro Modernizações" na economia da China, dissidentes pró-democracia começaram a publicar escritos, notícias e idéias que eram afixadas num muro da rua Xidan, no distrito de Xicheng, em Pequim. O ativista Wei Jingsheng passou a clamar por democracia e maiores liberdades políticas como uma "Quinta Modernização". O Muro da Democracia, como foi chamado, foi tolerado de Novembro de 1978 a Dezembro de 1979, quando foi encerrado já que as autoridades consideraram que suas críticas contra o governo de partido único e a liderança do Partido passaram dos limites.

### Protestos na Praça da Paz Celestial
Na primavera de 1989, centenas de milhares de estudantes, trabalhadores e outros se reuniram na Praça da Paz Celestial para lamentar a morte do secretário geral do PCC, Hu Yaobang.  O evento não violento logo se transformou em um movimento que defendia maior transparência, reformas e, eventualmente, democracia. No início da manhã de 4 de Junho de 1989, o exército foi mobilizado para dispersar as multidões usando armas de fogo e disparando contra a multidão, matando de várias centenas a milhares de cidadãos chineses.

### Protestos pró-democracia em 2011
Em Fevereiro de 2011, inspirados pela Revolução de Jasmim da Tunísia  e pelos protestos no norte da África e Oriente Médio, dissidentes chineses convocaram manifestações pró-democracia em várias cidades chinesas. Embora os organizadores tenham proposto inicialmente que os participantes gritassem slogans, mais tarde mudaram seus planos incentivando os cidadãos a passear inocentemente por locais específicos em horários pré-determinados. Em resposta, as autoridades chinesas lançaram uma ofensiva conjunta contra dissidentes, jornalistas, defensores dos direitos humanos, artistas e outros que agitaram-se por reformas democráticas.

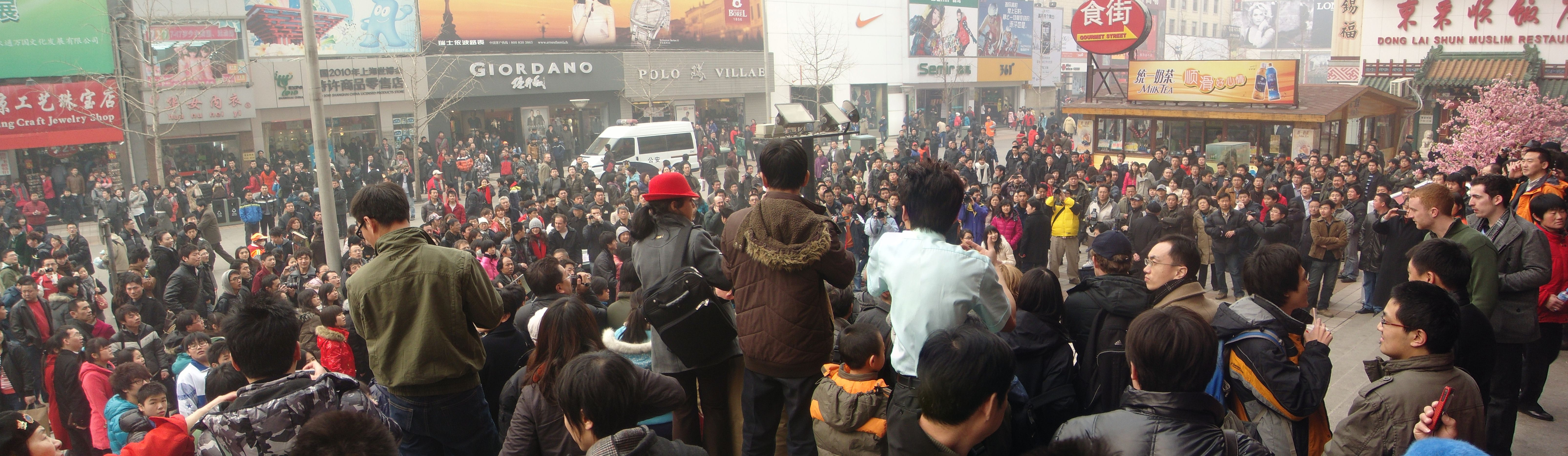
Manifestação da "Revolução de Jasmim chinesa" (Pequim, 20 de Fevereiro de 2011).

## Protestos étnicos
A China possui 55 grupos étnicos minoritários, muitos dos quais experimentam tensões recorrentes com o grupo étnico maioritário Han e / ou com as autoridades chinesas. Tibetanos, uigures e mongóis, em particular, têm queixas culturais e territoriais de longa data e, em graus variados, rejeitam o governo do Partido Comunista Chinês em suas respectivas pátrias. A percebida supressão das culturas e dos direitos das minorias, a desigualdade econômica ou o preconceito social às vezes levam a protestos étnicos ou tumultos.

### Tibete

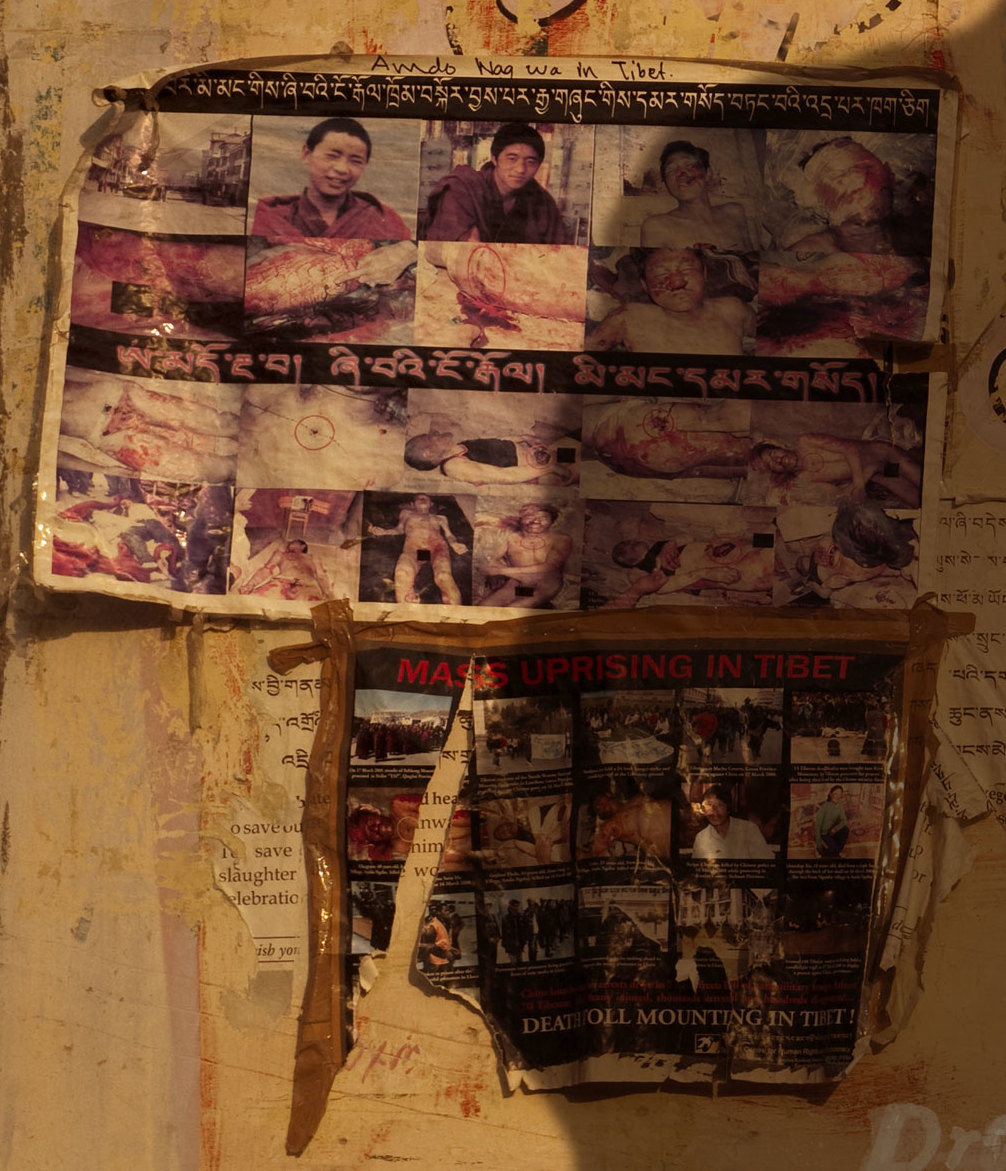
Manifestantes tibetanos mortos pela polícia durante os distúrbios de 2008. Imagem retirada do cartaz do documentário When the Dragon Swallowed the Sun (EUA, 2012).

O Tibete tem sido historicamente palco de vários protestos e revoltas em larga escala contra o governo do Partido Comunista, principalmente em 1959, 1989 e 2008. As principais queixas dos manifestantes tibetanos incluem abusos generalizados dos direitos humanos e falta de liberdade religiosa e proteção cultural. Os manifestantes tibetanos costumam exigir maior autonomia política, independência e direito de praticar sua religião sem interferências. Vários protestos no Tibete foram reprimidos com força, às vezes resultando na prisão de ativistas e a morte de civis.

### Xinjiang
Minorias étnicas em Xinjiang se envolveram em protestos e levantes - às vezes violentos - contra o governo do Partido Comunista. O grupo uigur, em particular, identifica-se mais fortemente com seus parentes da Ásia Central do que com os chineses Han governantes. Muitos têm defendido um Turquestão Oriental independente e maiores liberdades políticas e religiosas. As tensões étnicas aumentaram nas últimas décadas, com o aumento da população chinesa Han na região ameaçando diluir a cultura uigur. Os distúrbios étnicos em Julho de 2009, resultaram em mortes na capital Ürümqi. Os Hui da região também experimentam tensões com a população Han.

### Mongólia
Como os tibetanos e os uigures, alguns mongóis étnicos residentes na Mongólia Interior desejam maior autonomia, se não a total independência da China. A província é o cenário de tensões étnicas entre Han e mongóis, que às vezes resultam em protestos. Em 2011, um pastor mongol tentava impedir uma empresa de mineração chinesa de entrar em seu pasto na cidade administrativa de Xilinhot. Um motorista Han atropelou-o com seu caminhão, matando-o, provocando vários protestos.

## Falun Gong
Entre os oponentes mais vocais e consistentes do domínio do Partido Comunista na última década estão os praticantes do Falun Gong. O Falun Gong é uma prática de meditação baseada em qigong, com uma filosofia moral baseada nas tradições budistas. Foi popularizado na China na década de 1990 e, em 1999, foi estimado que possuiria em torno de 70 milhões de praticantes.
Alguns membros da liderança do Partido Comunista desconfiavam da popularidade do grupo, de sua independência do estado e de sua filosofia espiritual. De 1996 a 1999, a prática enfrentou vários graus de assédio por parte das autoridades do Partido Comunista e dos departamentos de segurança pública e críticas das administrações estatais nos meios de comunicação. Os praticantes do Falun Gong responderam às críticas da mídia com piquetes em governos locais ou escritórios de mídia e frequentemente obtinham sucesso em retratações. Uma dessas manifestações, em Abril de 1999, foi interrompida pelas forças de segurança em Tianjin e várias dezenas de praticantes do Falun Gong foram agredidos e presos. Em resposta, em 25 de Abril, o Falun Gong mobilizou a maior manifestação na China desde 1989, reunindo-se silenciosamente fora do complexo governamental central de Zhongnanhai para solicitar reconhecimento oficial e o fim do crescente assédio contra eles. Os representantes do Falun Gong se reuniram com o primeiro-ministro da China, Zhu Rongji e, chegaram a um acordo. No entanto, o secretário-geral do PCC, Jiang Zemin, criticou Zhu por ser "muito brando", e ordenou que o Falun Gong fosse combatido. Em 20 de Julho de 1999, a liderança do Partido Comunista iniciou uma campanha para erradicar o grupo através de uma combinação de propaganda, prisões, tortura e outros métodos coercitivos.
Nos primeiros dois anos da repressão, os praticantes do Falun Gong na China responderam solicitando ajuda de escritórios de apelações locais, provinciais e nacionais. Os esforços de petições eram frequentemente arquivados, o que levou o grupo a mudar de tática organizando manifestações diárias e não violentas na Praça da Paz Celestial. Essas manifestações, que normalmente envolviam praticantes segurando faixas ou organizando sessões de meditação, eram interrompidas, muitas vezes violentamente, por agentes de segurança. No final de 2001, o Falun Gong abandonou os protestos na Praça da Paz Celestial, mas continuou com uma resistência silenciosa contra a campanha de perseguição. Embora o grupo alegue não ter orientação ou ambições políticas, desde 2004 advoga ativamente o fim do governo do Partido Comunista.

## Manifestações on-line
Os dissidentes chineses empregam cada vez mais a Internet como meio de expressar e organizar oposição ao governo ou à liderança do Partido Comunista, e as ferramentas tecnológicas tornaram-se uma maneira principal de os cidadãos chineses espalharem notícias e informações censuradas. Embora a Internet na China esteja sujeita a severa censura e vigilância, o relativo anonimato e segurança em número que oferece tornaram-na o fórum preferido para expressar visões e opiniões divergentes.
As plataformas de blog e microblog, como o Sina Weibo, contêm regularmente tais visualizações, embora essas plataformas também estejam sujeitas a censura e os comentários ofensivos possam ser excluídos pelos administradores.
Vários dissidentes, estudiosos, defensores de direitos e artistas chineses importantes mantêm blogs nos quais publicam ensaios e críticas ao PCC. Um uso inovador da Internet como meio de protesto foi um vídeo criado pelo artista Ai Weiwei, no qual diferentes cidadãos chineses foram filmados lendo os nomes das vítimas do terremoto de Sichuan em 2008, que morreram devido à má construção da escola.
Várias graves violações de direitos humanos provocaram protestos online. A prisão de Deng Yujiao, de 21 anos, que matou uma autoridade do governo local em legítima defesa quando tentou agredi-la sexualmente, provocou indignação entre os internautas chineses, resultando em cerca de quatro milhões de posts on-line. As acusações contra Deng acabaram sendo retiradas em resposta ao clamor.
Os vigilantes da Internet apelidados de "mecanismos de busca de carne humana" buscam exigir justiça contra autoridades corruptas ou outros indivíduos, publicando informações pessoais sobre os agressores e convidando o público a usar essas informações para humilhá-los e envergonhá-los.
Em 2008, um manifesto pró-democracia de autoria de um grupo de intelectuais intitulado Carta 08 circulou online, coletando aproximadamente 10.000 assinaturas e conferindo a um de seus autores, Liu Xiaobo, o Prêmio Nobel da Paz. O jornal Dajiyuan, afiliado ao Falun Gong, mantém um site que permite que cidadãos chineses publiquem desfiliações simbólicas e anônimas do Partido Comunista, Liga da Juventude Comunista da China ou dos Jovens Pioneiros da China. O site afirma que dezenas de milhões de pessoas publicaram essas declarações, embora o número não seja verificado independentemente.

## Manifestações nacionalistas

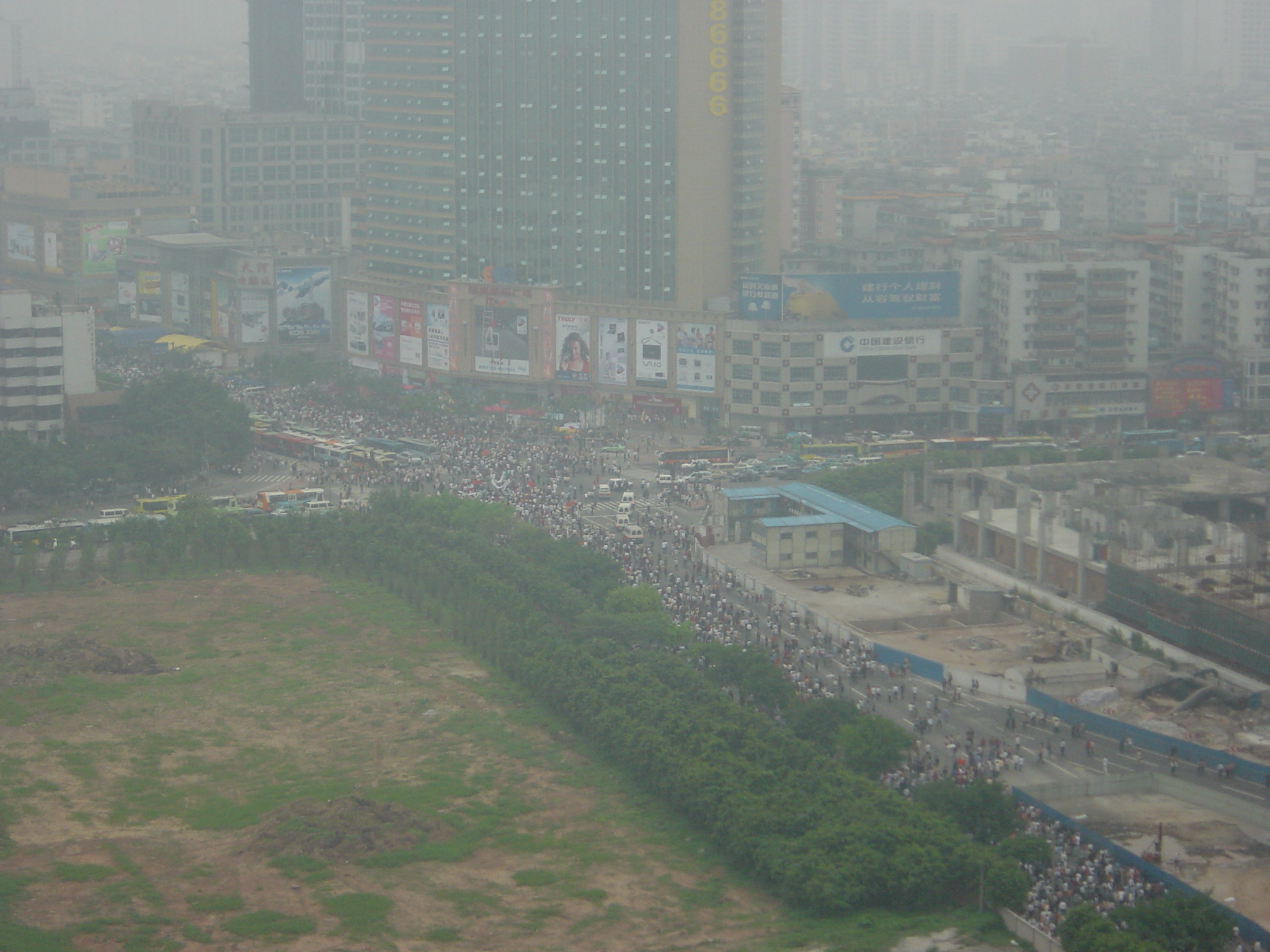
Manifestação antijaponesa em Cantão em 10 de Abril de 2005.

As manifestações antijaponesas de 2005 revelaram o sentimentos antijaponeses e o ressentimento dos chineses contra o Japão. Os protestos eclodiram na China e se espalharam de Pequim para a província de Cantão, no sul. Manifestantes afirmaram que ficaram furiosos com os livros história da guerra japoneses e atiraram pedras na embaixada japonesa em Pequim. Estima-se que mais de 10 000 chineses reuniram-se num comício em Pequim e protestaram contra a distorção do passado expansionista japonês e contra a candidatura de Tóquio a um assento permanente no Conselho de Segurança da ONU. Informações indicam que vários milhares de chineses marcharam por Pequim e pediram um boicote aos produtos japoneses.

## Reação governamental
As autoridades chinesas adotaram uma variedade de estratégias para conter os protestos. Isso inclui o uso de medidas coercitivas de supressão, censura, prisão ou "reeducação através do trabalho" de dissidentes e ativistas e a criação de um vasto aparato de segurança doméstica. As autoridades também tentaram, em alguns casos, abordar as causas das frustrações, como o lançamento de ações anticorrupção  e a tentativa de reduzir a desigualdade de renda nas áreas rurais.